# ولیزی-ویلاکوبله
شهر ولیزی ویئکوبله (به فرانسوی: Vélizy-Villacoublay) در شهرستان ایولین در ناحیه ایل-دو-فرانس با جمعیت ۲۰٬۰۳۰ نفر در کشور فرانسه واقع شده‌است